# Jerry Rice
Jerry Lee Rice (Starkville, 13 de outubro de 1962) é um ex-jogador de futebol americano que jogou na National Football League (NFL), principalmente no San Francisco 49ers. Ele é considerado o maior wide receiver na história da NFL e muitas vezes considerado o maior jogador da NFL de todos os tempos.
Ele é o líder de todos os tempos na maioria das principais categorias para wide receiver, incluindo recepções, recepções para touchdown e jardas recebidas, ele também é o líder de jardas totais e touchdowns em uma temporada.
Rice foi selecionado para o Pro Bowl por 13 vezes (1986-1996, 1998, 2002) e nomeado All-Pro 12 vezes em suas 20 temporadas da NFL. Ele ganhou três Super Bowls com o 49ers e um Campeonato da AFC com o Oakland Raiders.
Em 1999, The Sporting News listou Rice em segundo lugar atrás de Jim Brown em sua lista de "100 Melhores Jogadores de Futebol Americano". Em 2010, ele foi escolhido pela NFL Films da NFL Network, The Top 100: Greatest Players, da NFL, como o maior jogador da história da NFL.
Rice foi introduzido no Pro Football Hall of Fame em 2010 e no Hall da Fama do Football College em 2006.

## Primeiros anos
Jerry Lee Rice nasceu em Starkville, Mississippi, e cresceu na pequena cidade de Crawford no Mississippi, como o filho de um pedreiro. Ele freqüentou a B. L. Moor High School em Oktoc, Mississippi.
De acordo com sua autobiografia, sua mãe não permitiu que ele se juntasse ao time de futebol americano da escola em seu primeiro ano. Quando Rice estava no segundo ano da escola, o diretor viu Rice correndo e contou ao treinador da escola sobre a velocidade de Rice e lhe foi oferecido um lugar na equipe. Enquanto estava no B. L. Moor, Rice também jogou basquete e estava no time de atletismo.

## Carreira universitária

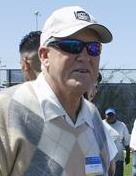
Ex-aluno da SJSU, Bill Walsh, e treinador de futebol do Spartan, Dick Tomey

Rice freqüentou a Universidade Estadual do Mississippi de 1981 a 1984. Ele se tornou um receptor de destaque e adquiriu o apelido de "Mundo" devido a "sua capacidade de pegar qualquer coisa perto dele". Em 1982, Rice jogou sua primeira temporada com o quarterback Willie Totten. Rice pegou 66 passes para 1.133 jardas e sete touchdowns no segundo ano. Juntos, Totten e Rice ficaram conhecidos como "The Satellite Express" e estabeleceram vários registros da NCAA no ataque do técnico Archie Cooley, apelidado de "O Pistoleiro".
Rice teve uma campanha recorde em 1983, incluindo os recordes da NCAA para recepções (102) e jardas recebidas (1.450), e foi nomeado para o Primeiro-Time da Divisão I-AA All-American. Ele também estabeleceu um recorde de NCAA de um único jogo ao capturar 24 passes contra a Southern University da Louisiana.
Como veterano em 1984, ele quebrou seus próprios recordes da Divisão I-AA para recepções (112) e jardas recebidas (1.845). Suas 27 recepções de touchdown na temporada de 1984 definiram o recorde da NCAA para todas as divisões.
A Universidade do Mississippi em 1984 marcou 628 pontos em 11 jogos, uma média de mais de 57 por jogo. Nessa temporada, Rice pegou 17 passes para 199 jardas contra Southern University da Louisiana, 17 passes para 294 jardas contra Kentucky State University e 15 passes para 285 jardas contra Jackson State University. Ele marcou cinco touchdowns em um único jogo duas vezes naquele ano. Rice foi nomeado para todos os times da Divisão I-AA All-America (incluindo o time da Associated Press) e terminou em nono na votação do Heisman Trophy em 1984.
Ele terminou sua carreira universitária com 301 recepções para 4.693 jardas e 50 touchdowns; seu recorde de NCAA de recepções para touchdown permaneceu até 2006, quando o wide receiver da Universidade de Nova Hampshire, David Ball, bateu o recorde.
Na primavera de 1999, a escola renomeou seu estádio de futebol de Magnolia Stadium para Rice-Totten Stadium em homenagem a Rice e Totten. Rice foi introduzido no Hall da Fama do Football College em 12 de agosto de 2006.

## Carreira profissional

### San Francisco 49ers
A temporada recorde de Rice na Universidade do Mississippi chamou a atenção de muitos olheiros da NFL, mas sua velocidade abaixo da média manteve a maioria das equipes cautelosas. As fontes variam em seu tempo de 40 jardas, que foi supostamente lento em 4,71 segundos. No entanto, o Dallas Cowboys e o San Francisco 49ers demonstraram interesse nele.
O treinador do 49ers, Bill Walsh, teria procurado Rice depois de assistir os destaques de Rice na noite de sábado antes de um jogo dos 49ers contra o Houston Oilers em 21 de outubro de 1984. No dia do draft, os 49ers trocaram suas duas primeiras escolhas pela primeira rodada do New England Patriots. a 16ª seleção geral, e selecionaram Rice antes, como alguns relatam, os Cowboys estavam pretendendo selecionaram. Rice foi muito mais valorizado pela USFL, já que ele foi o número um no draft de 1985 da liga.
Rice impressionou a NFL em sua temporada de estreia nos 49ers em 1985, especialmente depois de um jogo de 24 recepções para 241 jardas contra o Los Angeles Rams em dezembro. Em sua temporada de estreia, ele registrou 49 recepções para 927 jardas, com média de 18,9 jardas por recepção e foi nomeado o Novato Ofensivo do Ano da NFC pela United Press International (UPI).
Na temporada seguinte, ele teve 86 passes para 1.570 jardas e 15 touchdowns. Foi a primeira das seis temporadas em que Rice liderou a NFL em recepções e jardas recebidas. 

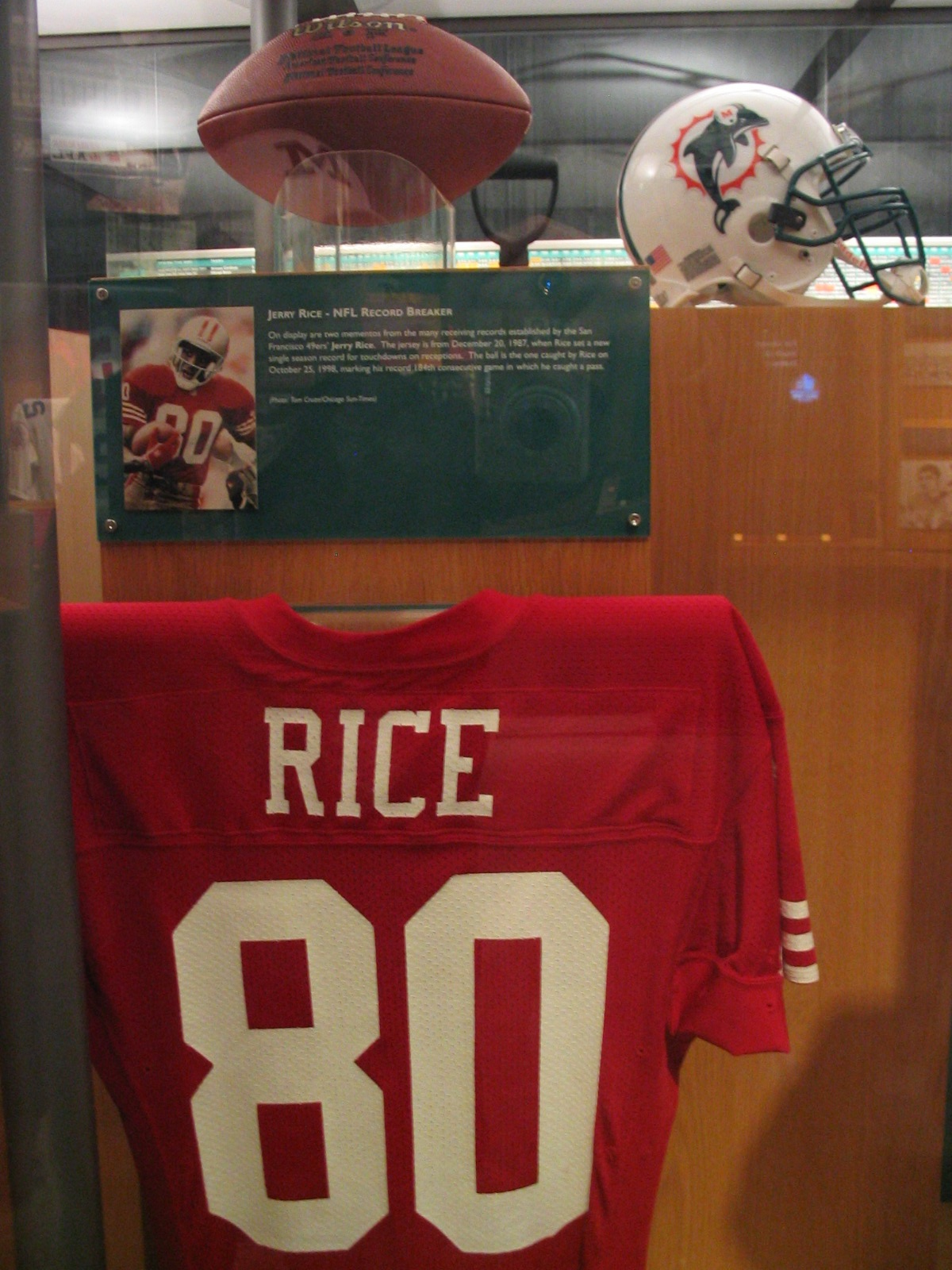
A camisa 80 de Rice de dezembro de 1987, quando estabeleceu um novo recorde de touchdowns e recepções com o 49ers

Em 1987, ele foi nomeado o MVP da NFL pela Newspaper Enterprise Association - que foi votada pelos jogadores da NFL - e pela Pro Football Writers Association. O AP considerou-o o Jogador Ofensivo do Ano. Ele também foi premiado com o Prêmio Bert Bell do Maxwell Football Club como o jogador da NFL do ano. Apesar de ter disputado apenas 12 jogos naquele ano devido a uma greve de jogadores da NFL, ele ainda conseguiu 1.078 jardas de recepção e um recorde de 22 recepções para touchdown, até 2007, quando foi quebrado por Randy Moss (com Moss pegando 23 touchdowns em 16 jogos). Nesse ano, o vice-campeão em recepções de touchdown foi Mike Quick, do Philadelphia Eagles, com 11. Isso marcou a primeira vez no história pós-fusão NFL-AFL em que um líder de categoria dobrou o total de seu concorrente mais próximo.
Em 1988, Rice teve uma média de 20,4 jardas por recepção (64 passes para 1.306 jardas) e 9 touchdowns. Os 49ers mais uma vez venceu a NFC West com uma campanha de de 10-6. Na pós-temporada, ele foi fundamental na vitória por 28-3 sobre o Chicago Bears na Final da NFC, registrando 5 recepções para 123 jardas e 2 touchdowns, sua performance no Super Bowl XXIII foi ainda melhor.
Em possivelmente seu melhor desempenho de todos os tempos, Rice recebeu 11 passes para 215 jardas e um touchdown, ajudando os 49ers a conquistar uma estreita vitória por 20-16 sobre o Cincinnati Bengals. Suas recepções e jardas recebidas foram recordes do Super Bowl. Por sua atuação, ele se tornou o terceiro wide receiver a ganhar o prêmio de MVP do Super Bowl.
Em 1989, San Francisco retornou ao Super Bowl, auxiliado pelas 82 recepções de Rice para 1.483 jardas e 17 touchdowns durante a temporada e suas 12 recepções para 169 jardas e dois touchdowns em seus dois jogos dos playoffs. Ele foi mais uma vez um fator importante na vitória dos 49ers, terminando o Super Bowl XXIV com sete recepções para 148 jardas e um recorde do Super Bowl de três recepções para touchdown.
Rice teve outra excelente temporada em 1990, liderando a NFL em recepções (100), jardas recebidas (1.502) e touchdowns (13). San Francisco terminou o ano com uma campanha de 14-2, o melhor da NFL, mas não conseguiu o tri-campeonato do Super Bowl, perdendo para o New York Giants por 15-13 na Final da NFC.
Após 80 recepções para 1.206 jardas e 14 touchdowns em 1991, 84 recepções para 1.201 jardas e 10 touchdowns em 1992, e 98 recepções para 1.503 jardas e 15 touchdowns em 1993, Rice retornou ao Super Bowl com o 49ers na temporada de 1994, registrando 112 recepções para 1.499 jardas e 13 touchdowns. Durante o primeiro jogo dos 49ers daquela temporada contra o Los Angeles Raiders, ele recebeu 7 passes para 169 jardas e dois touchdowns (e correu para mais um), ficando em primeiro lugar no recordes da NFL para touchdowns, com 127. Na semana 3, suas 147 jardas o levaram a passar Art Monk como o líder ativo da NFL, e também passar Charlie Joiner como 3º maior de todos os tempos. Ele passaria Steve Largent pelo 2º lugar na semana 16. Embora ele tenha pego apenas 6 passes nos dois jogos dos playoffs de San Francisco naquele ano, ele provou ser um componente vital na vitória por 49-26 sobre o San Diego Chargers no Super Bowl XXIX, registrando 10 recepções para 149 jardas e 3 touchdowns - apesar de jogar com um ombro machucado durante a maior parte do jogo.
Em 1995, Rice conseguiu 122 passes e estabeleceu um novo recorde da NFL na época, ele também teve 1.848 jardas e 15 touchdowns (juntamente com 1 touchdown correndo, passando e recuperando um fumble). No entanto, os 49ers perderam nos playoffs para o Green Bay Packers, apesar do impressionante desempenho de 117 jardas de Rice. No ano seguinte, ele registrou 108 recepções (novamente liderando a NFL) para 1.254 jardas e oito touchdowns. San Francisco venceu na rodada de wild card, mas mais uma vez perdeu para os Packers nos playoffs. Em suas três temporadas entre 1994 e 1996, Rice acumulou 342 recepções para 4.601 jardas e 36 touchdowns.
Durante o jogo de abertura do 49ers da temporada de 1997, Rice rasgou os ligamentos colaterais cruzados e mediais em seu joelho esquerdo em um reverso. A lesão quebrou sua sequência de 189 jogos consecutivos. Quatorze semanas depois, ele retornou muito antes do que os médicos queriam, nesse jogo ele marcou um touchdown, mas quando ele desceu com a captura, ele quebrou a patela em seu joelho esquerdo. Ele foi forçado a perder o Pro Bowl pela primeira vez em 11 anos. No entanto, ele teve uma recuperação completa, voltando em 1998 para registrar 82 recepções para 1.157 jardas e nove touchdowns e ser nomeado para o seu 12º Pro Bowl.
A temporada de 1999 foi a primeira que Rice não conseguiu chegar a 1.000 jardas enquanto jogava em todos os 16 jogos. A mesma coisa aconteceu em 2000, sua última temporada em San Francisco.

### Oakland Raiders
Com o surgimento de Terrell Owens em São Francisco, Rice deixou os 49ers e assinou com o Oakland Raiders, após a temporada de 2000.
Rice pegou 83 passes para 1.139 jardas e nove touchdowns. Em 2002, ele pegou 92 passes para 1.211 jardas e sete touchdowns e foi nomeado para o seu 13º Pro Bowl e ajudou Oakland a vencer a AFC e ir para o Super Bowl XXXVII. Sua equipe perdeu de 48-21 para os Buccaneers no Super Bowl, com Rice registrando cinco recepções para 77 jardas e um touchdown. Seu touchdown de 48 jardas no quarto período fez dele o primeiro jogador a receber um passe de touchdown em quatro Super Bowls.
Em 11 de novembro de 2002, contra o Denver Broncos, Rice marcou seu 200º touchdown na carreira e superou Walter Payton para se tornar o líder de todos os tempos da NFL em jardas totais. Oakland caiu de uma campanha de 11-5 em 2002 para 4–12 em 2003, levando à frustração de Rice sobre seu papel na equipe; ele finalmente pediu para ser negociado.

### Seattle Seahawks
Rice foi negociado com o Seattle Seahawks na temporada de 2004, e se reencontrou com o técnico do Seattle, Mike Holmgren, que já havia trabalhado com Rice como coordenador ofensivo de San Francisco. Depois de falar com o wide receiver do Hall da Fama, Steve Largent, Rice recebeu permissão para usar o número 80 da Largent.
Em um jogo contra o Dallas Cowboys, Rice estabeleceu o recorde da NFL para jardas combinadas, pegando um passe de 27 jardas de Matt Hasselbeck. Ele terminou o jogo com 8 recepções para 145 jardas e um touchdown. Rice jogou seu último jogo profissional no wildcard contra St. Louis Rams em que ele recebeu nenhum passe.
No total, Rice teve 362 jardas e três touchdowns com os Seahawks. Ele conseguiu jogar 17 jogos em uma temporada de 16 jogos, com 41 anos. Nessa temporada ele jogou 6 jogos para os Raiders e 11 para os Seahawks.

### Aposentadoria
No final da temporada de 2004 - sua 20º na NFL - Rice inicialmente optou por se juntar ao Denver Broncos para um contrato de um ano, mas acabou decidindo que ele preferiria se aposentar do que estar na parte inferior da tabela de profundidade de qualquer time.
Em agosto de 2006, os 49ers anunciaram que Rice assinaria um contrato com eles, permitindo que ele se aposentasse como membro da equipe em que sua carreira na NFL começou. Em 24 de agosto, ele se aposentou oficialmente assinando um contrato de um dia por US $ 1.985.806,49. O número representou o ano em que Rice foi convocado (1985), seu número (80), o ano em que se aposentou (2006) e o 49ers (49). O número era cerimonial e Rice não recebeu dinheiro. Houve uma cerimônia de intervalo para homenageá-lo durante o confronto dos 49ers com o Seattle Seahawks em 19 de novembro de 2006.
Ao longo de sua carreira, Rice jogou mais jogos do que qualquer outro jogador (tirando os placekicker ou punter) da história da NFL, jogando 303 jogos no total. (O quarterback George Blanda jogou 340 jogos, mas ele também era um placekicker).

## Legado

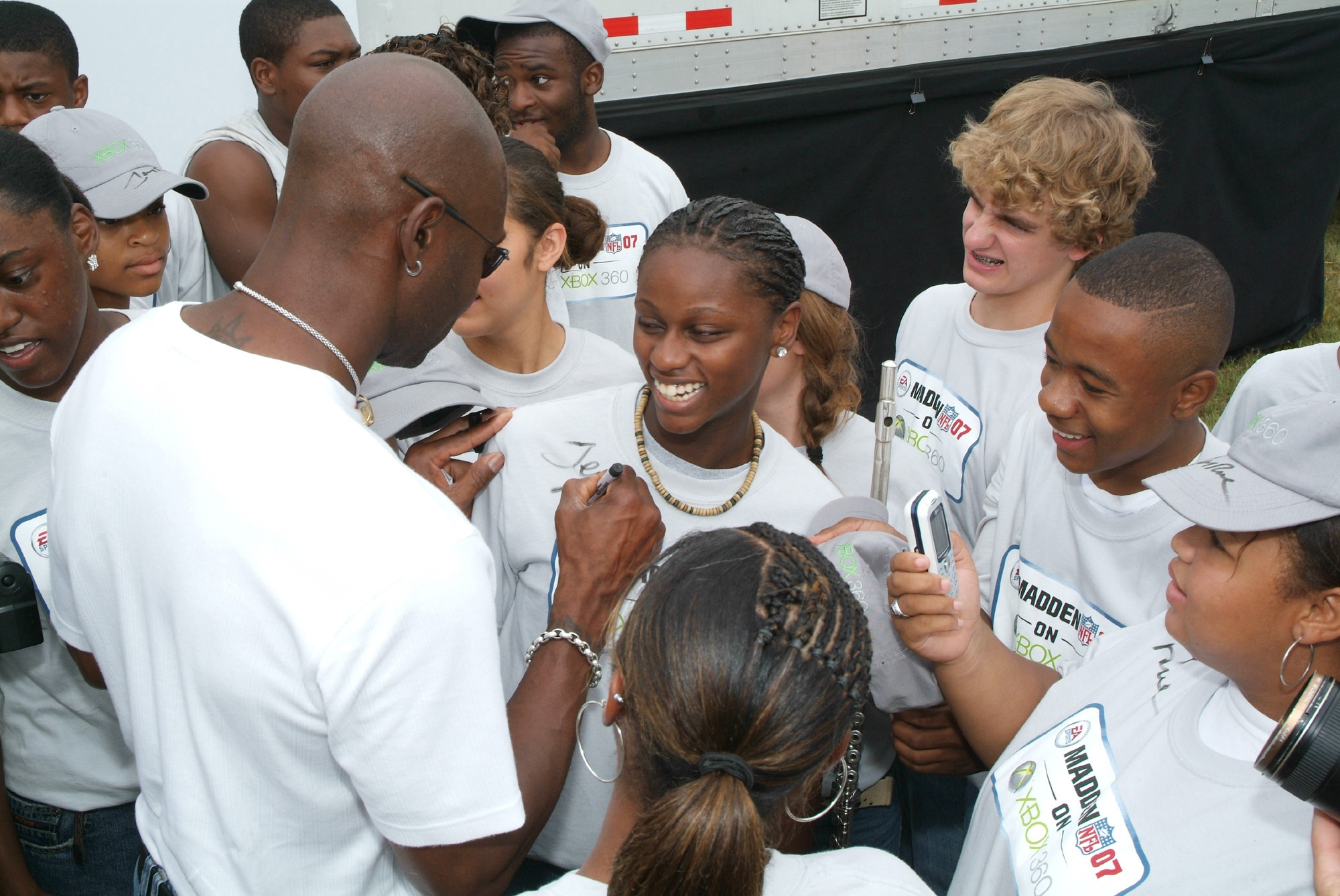
Rice assinando autógrafos em 2006

Rice detém numerosos registros de recepções da NFL. Suas 1.549 recepções na carreira são 307 recepções acima do segundo lugar, detido por Tony Gonzalez. Suas 22.895 jardas de recepção são 6.961 jardas à frente do segundo lugar ocupado por seu ex-companheiro de equipe do 49ers, Terrell Owens. Suas 197 recepções para touchdown são 41 recepções a mais que o segundo lugar, Randy Moss, e seus 208 touchdowns totais (197 recebendo, 10 correndo e um recuperando fumble) são 33 à frente do segundo colocado, Emmitt Smith. Seus 1.256 pontos na carreira fizeram dele o melhor pontuador da história da NFL. Durante uma carreira de duas décadas, Rice teve uma média de 75,6 jardas de recepções por jogo.
Rice é lembrado também como um dos jogadores mais decisivos da história. Ele foi uma parte crucial da vitória do 49ers no Super Bowl XXIII. Perdendo por 16-13 com menos de três minutos para jogar, o quarterback Joe Montana liderou os 49ers na corrida vitoriosa com 36 segundos restantes no relógio. Rice foi fundamental para isso, recebendo três passes e foi eleito o MVP do Super Bowl. Não havia nenhum aspecto no qual Rice não se destacasse.
Rice também é lembrado por sua ética de trabalho e dedicação ao jogo. Nas suas 20 temporadas na NFL, Rice perdeu apenas 17 jogos de temporada regular, 14 deles na temporada de 1997, e os outros 3 na temporada reduzida de 1987. Seus 303 jogos são de longe os mais jogados por um wide receiver da NFL. Além de permanecer em campo, sua ética de trabalho mostrou em sua dedicação ao condicionamento e execução de rotas precisas, com o técnico Dennis Green chamando-o de "o melhor corredor de rotas que já vi". Um dos exemplos mais conhecidos de sua dedicação e ética pode ser "The Hill", uma colina longa e íngreme no Edgewood County Park e na Natural Preserve, que fica a "duas milhas e meia de altura". Rice corria pela colina literalmente todos os dias para melhorar suas habilidades. "The Hill" serviu de inspiração para muitos outros jogadores dos 49ers, entre eles o ex-wide receiver A.J. Jenkins, que esqueceu de treinar com Rice em "The Hill", e foi posteriormente negociado.
Em 1999, Rice ficou em segundo lugar na lista dos 100 Maiores Jogadores de Futebol do Sporting News, atrás apenas de Jim Brown, e ficou 35 lugares à frente do segundo melhor jogador então ativo, Deion Sanders. Em 2000, Rice ganhou o Prêmio ESPY de Jogador de Futebol Profissional da Década nos anos 90. Em 4 de novembro de 2010, ele foi classificado como número um no Top 100: Greatest Players da NFL.
Em 2011, a The Sports Network começou a dar um prêmio chamado Jerry Rice Award, esse prêmio é concedido todos os anos ao novato mais destacado da  Football Championship Subdivision (ex-I-AA). O vencedor inaugural foi o running back, Terrance West.
Em janeiro de 2015, Rice admitiu colocar Stickum, uma substância que torna a bola mais fácil de pegar e segurar nas luvas durante sua carreira, dizendo "Eu sei que isso pode ser um pouco ilegal, pessoal, mas você coloca um pouco de spray, um pouco de cola sobre eles, para ter certeza de que a textura é um pouco pegajosa ". Stickum foi banido na NFL em 1981, quatro anos antes de Rice ingressar na liga. A afirmação de Rice de que "todos os jogadores" em sua época usaram stickum foi refutada por Cris Carter e Michael Irvin, contemporâneos do Hall da Fama do Pro Football.
Rice foi selecionado para a indução na classe Pro Football Hall of Fame de 2010 em seu primeiro ano de elegibilidade. Ele foi introduzido em Canton, Ohio, em 7 de agosto de 2010, ao lado de Emmitt Smith, Floyd Little, Russ Grimm, Rickey Jackson, Dick LeBeau e John Randle. Em 20 de setembro de 2010, durante o intervalo de um jogo contra o Saints, os 49ers aposentaram com a camisa No. 80 de Rice.

## Estatísticas
| Temporada | Temporada | Temporada | Temporada | Recebendo | Recebendo | Recebendo | Recebendo | Recebendo | Correndo | Correndo | Correndo | Correndo | Correndo |
| Ano       | Time      | JD        | JT        | Rec       | Jds       | Média     | Lng       | TD        | Ten      | Jds      | Média    | Lng      | TD       |
| --------- | --------- | --------- | --------- | --------- | --------- | --------- | --------- | --------- | -------- | -------- | -------- | -------- | -------- |
| 1985      | SF        | 16        | 4         | 49        | 927       | 18.9      | 66        | 3         | 6        | 26       | 4.3      | 15       | 1        |
| 1986      | SF        | 16        | 15        | 86        | 1,570     | 18.3      | 66        | 15        | 10       | 72       | 7.2      | 18       | 1        |
| 1987      | SF        | 12        | 12        | 65        | 1,078     | 16.6      | 57        | 22        | 8        | 51       | 6.4      | 17       | 1        |
| 1988      | SF        | 16        | 16        | 64        | 1,306     | 20.4      | 96        | 9         | 13       | 107      | 8.2      | 29       | 1        |
| 1989      | SF        | 16        | 16        | 82        | 1,483     | 18.1      | 68        | 17        | 5        | 33       | 6.6      | 17       | 0        |
| 1990      | SF        | 16        | 16        | 100       | 1,502     | 15.0      | 64        | 13        | 2        | 0        | 0.0      | 2        | 0        |
| 1991      | SF        | 16        | 16        | 80        | 1,206     | 15.1      | 73        | 14        | 1        | 2        | 2.0      | 2        | 0        |
| 1992      | SF        | 16        | 16        | 84        | 1,201     | 14.3      | 80        | 10        | 9        | 58       | 6.4      | 26       | 1        |
| 1993      | SF        | 16        | 16        | 98        | 1,503     | 15.3      | 80        | 15        | 3        | 69       | 23.0     | 43       | 1        |
| 1994      | SF        | 16        | 16        | 112       | 1,499     | 13.4      | 69        | 13        | 7        | 93       | 13.3     | 28       | 2        |
| 1995      | SF        | 16        | 16        | 122       | 1,848     | 15.1      | 81        | 15        | 5        | 36       | 7.2      | 20       | 1        |
| 1996      | SF        | 16        | 16        | 108       | 1,254     | 11.6      | 39        | 8         | 11       | 77       | 7.0      | 38       | 1        |
| 1997      | SF        | 2         | 1         | 7         | 78        | 11.1      | 16        | 1         | 1        | -10      | -10.0    | -10      | 0        |
| 1998      | SF        | 16        | 16        | 82        | 1,157     | 14.1      | 75        | 9         | 0        | 0        | 0.0      | 0        | 0        |
| 1999      | SF        | 16        | 16        | 67        | 830       | 12.4      | 62        | 5         | 2        | 13       | 6.5      | 11       | 0        |
| 2000      | SF        | 16        | 16        | 75        | 805       | 10.7      | 68        | 7         | 1        | -2       | -2.0     | -2       | 0        |
| 2001      | OAK       | 16        | 15        | 83        | 1,139     | 13.7      | 40        | 9         | 0        | 0        | 0.0      | 0        | 0        |
| 2002      | OAK       | 16        | 16        | 92        | 1,211     | 13.2      | 75        | 7         | 3        | 20       | 6.7      | 12       | 0        |
| 2003      | OAK       | 16        | 15        | 63        | 869       | 13.8      | 47        | 2         | 0        | 0        | 0.0      | 0        | 0        |
| 2004      | OAK       | 6         | 5         | 5         | 67        | 13.4      | 18        | 0         | 0        | 0        | 0.0      | 0        | 0        |
| 2004      | SEA       | 11        | 9         | 25        | 362       | 14.5      | 56        | 3         | 0        | 0        | 0.0      | 0        | 0        |
| Carreira  | –         | 303       | 284       | 1,549     | 22,895    | 14.8      | 96        | 197       | 87       | 645      | 7.4      | 43       | 10       |
| 16 anos   | SF        | 238       | 224       | 1281      | 19,247    | 15.0      | 96        | 176       | 84       | 625      | 7.4      | 43       | 10       |
| 4 anos    | OAK       | 54        | 51        | 243       | 3,286     | 13.5      | 75        | 18        | 3        | 20       | 6.7      | 12       | 0        |
| 1 ano     | SEA       | 11        | 9         | 25        | 362       | 14.5      | 56        | 3         | 0        | 0        | 0        | 0        | 0        |

### Registros da NFL
Rice mantém os seguintes recordes da liga:
- Mais jogos de temporada regular jogados: 303
- Mais jardas de recepções: 22.895
- Mais recepções: 1.549
- Mais recepções para touchdown: 197
- Mais jardas de scrimmage: 23.540 (22.895 recebendo, 645 correndo)
- Mais touchdowns: 207 (197 recebendo, 10 correndo)
- Mais jardas totais: 23.546 (22.895 recebimentos, 645 corridas, 6 retornos de chutes)
- Mais touchdowns totais: 208 (197 recebimentos, 10 corridas, 1 fumble recuperado)
- Mais temporadas de 1.000 ou mais jardas de recepção: 14
- Jogador mais rápido a chegar a 100 recepções para touchdown: 120 Jogos
- Jogador mais rápido a atingir 12.000 jardas de recepção: 142 Jogos
- Jogador mais rápido a atingir 13.000 jardas de recepção: 156 Jogos
- Jogador mais rápido a atingir 14.000 jardas de recepção: 164 Jogos
- Jogador mais rápido a atingir 15.000 jardas de recepção: 172 Jogos

## Trabalho na mídia
Rice e o quarterback Steve Young apareceram juntos nos comerciais Visa, All Sport e Gatorade quando ambos estavam jogando nos 49ers.
Em 2005, Rice competiu no reality show Dancing with the Stars, ele dançou com a dançarina Anna Trebunskaya. Eles chegaram a final e perderam para o cantor Drew Lachey e sua parceira Cheryl Burke. Em 2009, Rice interpretou Hal Gore no filme Without a Paddle: Nature's Calling. No mesmo ano, ele estrelou como a si mesmo no episódio "Lyin 'King" no seriado Rules of Engagement.
Rice é co-autor de dois livros sobre sua vida: Rice (com Michael Silver, publicado em 2006) e Go Long: My Journey Beyond the Game and the Fame (com Brian Curtis, publicado em 2007). Ele é co-anfitrião do Sports Sunday com o esportivo da NBC, Raj Mathai, um show esportivo no horário nobre exibido na área da baía de São Francisco.
Rice é um defensor da quiropraxia e é um porta-voz da Fundação para o Progresso da Quiropraxia.
Rice e seu cachorro, Nitus, participaram de Jerry Rice & Nitus 'Dog Football, um videogame para o Wii que foi lançado em 16 de agosto de 2011.
Rice serviu como um capitão durante o Pro Bowl de 2014 e o Pro Bowl de 2016.

## Vida pessoal
Jerry casou-se com Jacqueline Bernice Mitchell em 8 de setembro de 1987. Jacqueline Rice pediu o divórcio em junho de 2007. O casal se divorciou no final de dezembro de 2009. Eles têm três filhos juntos: Jaqui Bonet (nascido em 1987), Jerry Rice Jr. (nascido 1991), e Jada Symone (nascido em 1996). Jerry Jr, que cursou o ensino médio na Menlo School em Atherton, Califórnia, formou-se em 2009. Jerry Jr estudou em Universidade da Califórnia em Los Angeles. Após três temporadas e tempo de jogo limitado, Jerry Rice Jr. se transferiu para a Universidade de Nevada e foi elegível para jogar imediatamente. Jerry Jr. jogava como wide receiver e participou do Draft de 2014, mas não foi draftado.
Rice joga golfe há mais de 20 anos e acordava cedo para jogar golfe durante sua carreira. Ele competiu no Fresh Express Classic no TPC Stonebrae no Nationwide Tour de 15 a 16 de abril de 2010. Ele recebeu uma isenção do patrocinador para jogar no torneio. Rice errou o corte e terminou um tiro à frente do último lugar; 17-over e 151 entre os 152 jogadores que completaram duas rodadas.